# Schleinsee (Kressbronn am Bodensee)

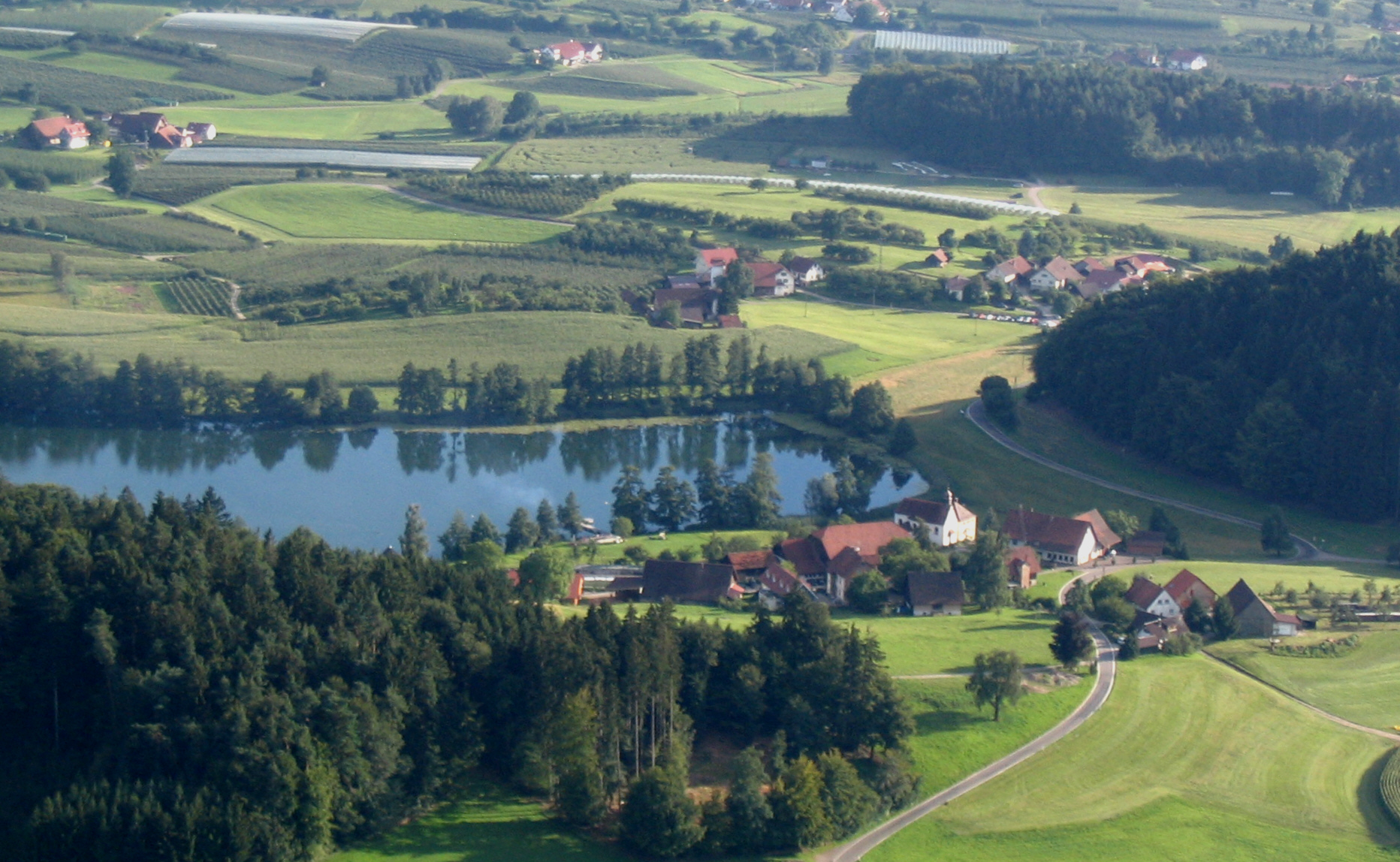
Schleinsee am gleichnamigen See

Schleinsee ist ein Ortsteil der Gemeinde Kressbronn am Bodensee im baden-württembergischen Bodenseekreis in Deutschland.

## Lage
Der bis 1829 zur Gemeinde Tannau, heute ein Ortsteil Tettnangs, gehörende Ort Schleinsee liegt rund vier Kilometer nordöstlich der Kressbronner Ortsmitte am namensgebenden Schleinsee.
Im Nordwesten liegt der Tettnanger Ortsteil Unterwolfertsweiler, nordöstlich Wielandsweiler, östlich Busenhaus am Degersee und südöstlich Wettis. Im Süden liegt Riedensweiler und südwestlich grenzt Nitzenweiler an Schleinsee.

### Schleinsee
Am Fuße der Ortschaft liegt der 14,1 Hektar große, maximal 12,1 Meter tiefe Schleinsee. Wie der 400 Meter östlich liegende, etwa doppelt so große Degersee, entstand der Schleinsee gegen Ende der letzten Eiszeit vor rund 15.000 Jahren als Schmelzwassersee.

### Naturschutzgebiet Schachried
Südlich von Schleinsee liegt das rund elf Hektar große Naturschutzgebiet Schachried. Im Wesentlichen zielt der Schutz auf die Bewahrung und Aufwertung des großflächigen Flachmoorkomplexes mit verschiedenen Biotoptypen. Der besondere Schutz gilt der Erhaltung der Moorböden sowie der Streu- und Pfeifengraswiesen mit ihrem floristischen Artenreichtum.

## Verkehr
Die Kreisstraße 7777 verbindet Schleinsee über Nitzenweiler und Berg mit Kressbronn sowie über Wielandsweiler, Busenhaus, den Weiler Degersee und Oberwolfertsweiler mit Hiltensweiler.
Schleinsee ist über die Linie 235 (Kressbronn-Hiltensweiler-Kressbronn) des Bodensee-Oberschwaben Verkehrsverbunds (bodo) in das öffentliche Nahverkehrsnetz eingebunden.

### Wanderwege
Durch Schleinsee verlaufen mehrere ausgeschilderte Wanderwege, unter anderem die erste Etappe des Jubiläumswegs Bodenseekreis, die vom Kressbronner Bahnhof nach Neukirch führt. An dem Aussichtspunkt oberhalb des Sees kann der Wanderer im Frühjahr eine herrliche Aussicht über den Schleinsee, unzählige in Blüte stehende Obstbäume und den Bodensee – hinüber zum 2.502 Meter hohen Säntis im Appenzellerland genießen.

## Sehenswürdigkeiten

### Mariä-Himmelfahrt-Kapelle

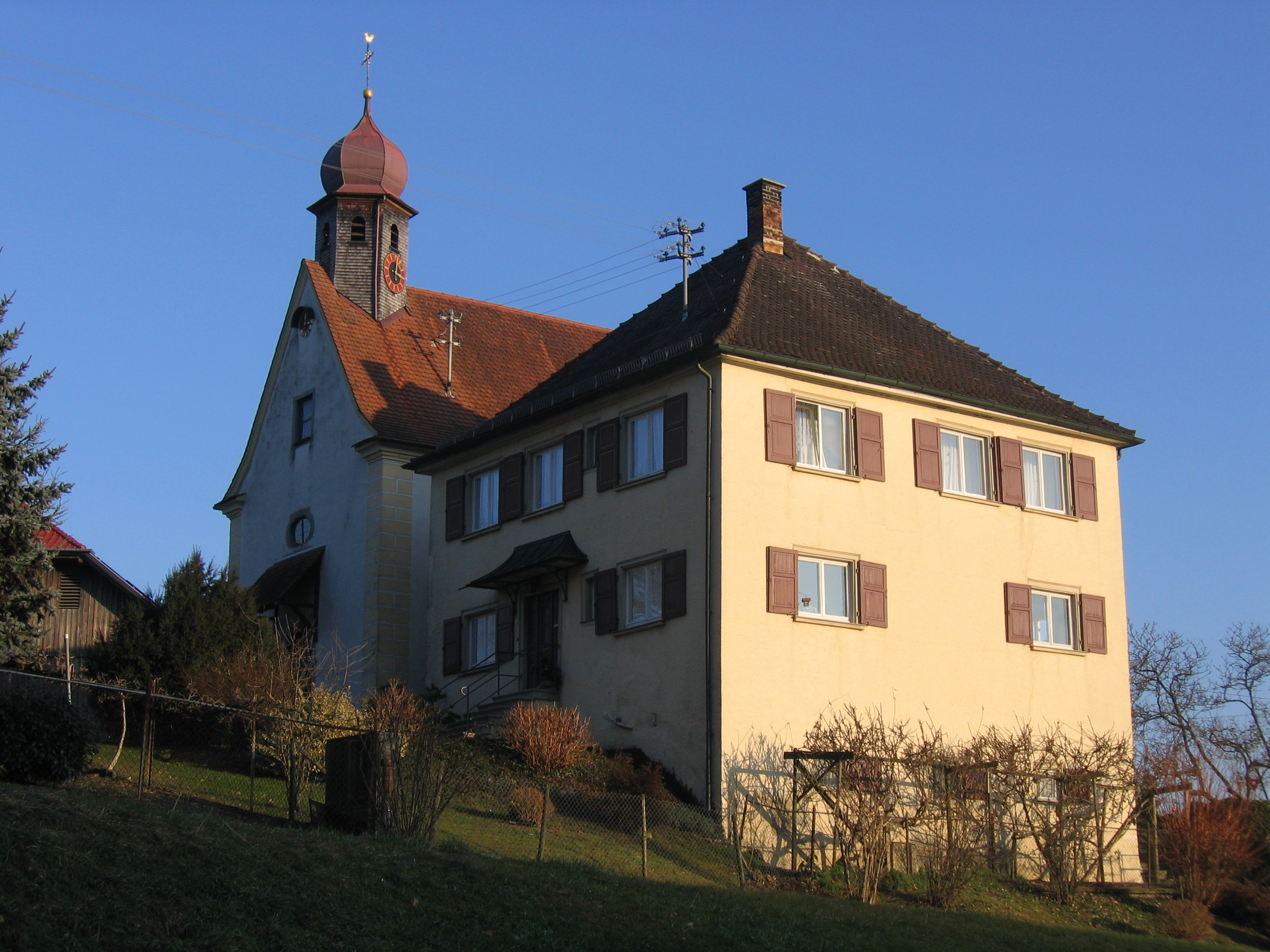
Mariä-Himmelfahrt-Kapelle mit ehemaliger Kaplanei

Die Kapelle zur Hl. Maria wurde nach Grundsteinlegung am 18. Juli 1737 in nur 100 Tagen erbaut. Gestiftet wurde sie zusammen mit der Kaplanei von Johann Melchior Sauter (gebürtig 1686 aus einem montfortischen Schupflehenhof in Schleinsee), der damals 51-jährig als Dekan des Landkapitels Lindau in Wasserburg tätig war. Die endgültige Weihe erfolgte durch den Konstanzer Weihbischof Graf Fugger am 7. Juli 1746.
Die Architektur der Kapelle spiegelt die Formsprache und Thematik des Barock wider. Im Inneren zeigen die Altarbilder, umrahmt von Figuren der Heiligen Johannes von Nepomuk und Franz Xaver, eine Himmelfahrt, im Chor und an den Seitenaltären die Anbetung der Könige sowie die Heilige Familie.

In den Blickpunkt gelangt die Kapelle alljährlich am 15. August, wenn zu Mariä Aufnahme in den Himmel das Patrozinium gefeiert wird.

### Kaplaneihaus
Rechts neben der Kapelle steht das ehemalige Kaplaneihaus, ein zweigeschossiger, repräsentativer Steinbau über quadratischem Grundriss.

### Wohnhaus einer Hofanlage
Wenige Meter östlich der Kapelle steht das 1904 erbaute Gutshaus (Nr. 3) aus der Zeit des Jugendstils. Es ist über einem in das Jahr 1720 datierten Gewölbekeller des Vorgängerbaus errichtet worden.
Alle drei genannten Sehenswürdigkeiten wurden vor einigen Jahren auf Grundlage des am 28. Februar 1983 erstellten Verzeichnisses der unbeweglichen Bau- und Kunstdenkmale des Landesdenkmalamts Baden-Württemberg als Kulturdenkmal ausgewiesen.